# Per-Ove Högnäs
Per-Ove Högnäs, född 31 januari 1955 i Sund, är en åländsk etnolog och filmare.
Högnäs har som antikvarie vid Ålands landskapsstyrelses museibyrå gjort en insats för att kartlägga det åländska kulturarvet, bland annat i en rad dokumenterande böcker om kulturmiljöer i de åländska kommunerna. Framför allt har han intresserat sig för de historiska livsvillkoren i utskärsbygden med tonvikt på allmogeseglationen. Hans dokumentärfilmer Ro, ro till fiskeskär, Den tatuerade ålänningen och Den lyckliga kon har visats i tv och väckt internationell uppmärksamhet. Han är även verksam som folkmusiker och upptecknare av spelmanslåtar.